# Frank Kontny
Frank Kontny (* 21. Dezember 1964 in Essen) ist ein ehemaliger deutscher Fußballspieler, Fußballtrainer und Funktionär.

## Karriere
Kontny war in der 2. Fußball-Bundesliga für die SG Wattenscheid 09 (1984 bis 1989) und Rot-Weiss Essen (1989 bis 1994) aktiv. Er bestritt 79 Spiele und erzielte 14 Tore. In tieferen Ligen spielte er sowohl für Rot-Weiss als auch für den Lokalrivalen Schwarz-Weiß Essen (1995 bis 1998). Mit RWE wurde er 1992 Deutscher Amateurmeister.
Nach seiner aktiven Zeit war er Sportlicher Leiter und 2003 Interimstrainer bei Rot-Weiss Essen. Er übernahm zur Saison 2006/07 als Cheftrainer Schwarz-Weiß Essen in der Amateur-Oberliga Nordrhein. Am 30. April 2008 gab er bekannt, den Verein zum Saisonende 2007/08 zu verlassen; am 2. Mai 2008 wurde er von seinen Aufgaben entbunden. Anschließend wurde er Sportlicher Leiter, Scout und Interimstrainer bei Rot-Weiß Oberhausen.  Diese Tätigkeit endete am 24. Februar 2017.
Frank Kontny ist der ältere Bruder des Fußballspielers Dirk Kontny. Er betrieb bis Juli 2019 einen Kiosk in Essen-Borbeck.